# Mont-Saxonnex
Mont-Saxonnex – miejscowość i gmina we Francji, w regionie Owernia-Rodan-Alpy, w departamencie Górna Sabaudia.
Według danych na rok 1990 gminę zamieszkiwało 880 osób, a gęstość zaludnienia wynosiła 33 osób/km² (wśród 2880 gmin regionu Rodan-Alpy Mont-Saxonnex plasuje się na 848. miejscu pod względem liczby ludności, natomiast pod względem powierzchni na miejscu 296.).